# José Gregorio Hernández Galindo
José Gregorio Hernández Galindo (Bogotá, 22 de febrero de 1954) es un jurista colombiano, exmagistrado, catedrático universitario y autor de varios libros de derecho constitucional, ciencia política y derechos humanos.
Fue miembro del Partido Conservador debido al padrinazgo que sobre su carrera ejerció el dirigente Gabriel Melo Guevara, aunque en 2003 renunció a esa colectividad, pasando a considerarse independiente. Igualmente, fue candidato a la vicepresidencia de Horacio Serpa por el Partido Liberal para las elecciones presidenciales del año 2002.

## Biografía
José Gregorio Hernández nació en Bogotá el 22 de febrero de 1954, se graduó como abogado en la Pontificia Universidad Javeriana en 1979, bajo la decanatura del sacerdote jesuita Gabriel Giraldo Zuluaga. Su tesis de grado se titula "El Presidente y la ley en la Constitución de Colombia".

## Trayectoria profesional
Durante el paso de Gabriel Melo Guevara por la Gobernación de Cundinamarca, fue su asesor jurídico (1977-1978) y Secretario General (1978); y durante su ejercicio como Ministro de Comunicaciones (1981) y de Desarrollo Económico (1982-1984) también le acompañó como Secretario General de estas instituciones y de la Comisión Nacional de Valores, cuyas funciones ejerce hoy la Superintendencia Financiera. Fue Director de Impuestos Nacionales del Ministerio de Hacienda entre 1984 y 1985 y Magistrado Auxiliar de la Sala Constitucional de la Corte Suprema de Justicia entre 1986 y 1988. Desde 1988 hasta 1990 ejerció como Vicerrector de la Universidad Sergio Arboleda. Entre 1990 y 1991 acompañó al Ministro de Comunicaciones Alberto Casas Santamaría (también conservador) como Viceministro de la cartera.
Luego de una trayectoria como docente de Derecho Constitucional en varias universidades del país, fue Magistrado de la Corte Constitucional de Colombia entre 1991 y 2001, siendo su Presidente en 1995 y convirtiéndose en uno de los juristas más conocidos, respetados e influyentes del país. 

### Elecciones presidenciales de Colombia de 2002 y 2006
Tras su salida de la Corte, apoyó la candidatura del liberal de Horacio Serpa en las elecciones presidenciales de Colombia de 2002, siendo su fórmula como candidato a la Vicepresidencia de la República. Para las elecciones de 2006 anunció su precandidatura presidencial, por petición de numerosas organizaciones sociales, pero terminó retirándose para dedicarse a la actividad profesional y a la Academia, desencantado de la manera como se ejerce la política en Colombia. 

### Docencia

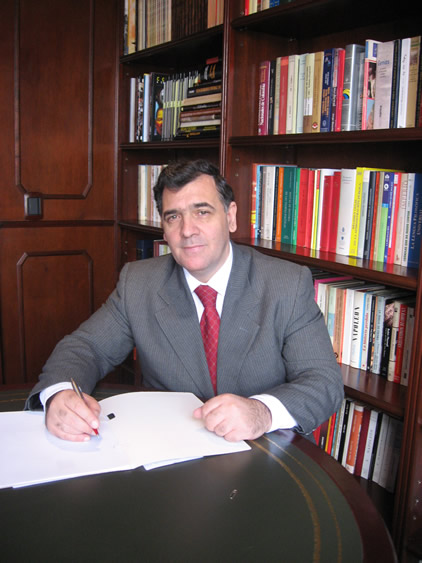
Hernández Galindo en su estudio.

Ha sido profesor de Derecho Constitucional General y colombiano desde 1979 en la Pontificia Universidad Javeriana. Fue Director de la Especialización en la materia en la misma Universidad. Ha sido Vicerrector de la Universidad Sergio Arboleda, Rector de la Universidad Autónoma de Colombia, Decano de la Facultad de Derecho de la Universidad Católica de Colombia, Rector y Decano de Derecho de la Universidad del Sinú en Bogotá, y catedrático de Derecho Constitucional, además de la Javeriana, en pregrado y en posgrado, en el Colegio Mayor de Nuestra Señora del Rosario, y en las Universidades Santo Tomás, Gran Colombia, de la Sabana, Sergio Arboleda, Santiago de Cali, Universidad Libre (Colombia), Universidad del Sinú, Universidad Católica de Colombia y Autónoma de Colombia.

### Otros
Es Presidente de la firma "Consultores Abogados", en Bogotá, y Director de la Revista Especializada "Elementos de Juicio"; fundador y director de la emisora virtual "La Voz del Derecho", de temas constitucionales, así como fundador y hoy exdirector de la publicación JURIS DICTIO, de la Asociación de Exmagistrados de las Cortes, ASOMAGISTER. El ICFES y el Consejo Nacional de Acreditación, del Ministerio de Educación, lo han escogido constantemente como par académico para examinar y emitir concepto acerca de los estándares de calidad y la acreditación de las universidades y facultades de Derecho en el país. 
Es miembro honorario de la Academia Colombiana de Jurisprudencia, de la Academia Colombiana de Derecho Eclesiástico, del Colegio de Abogados Javerianos y miembro honorario del Colegio de Abogados CONALBOS y de la Asociación Colombiana de Locutores (ACL). A éste respecto, debemos anotar que, desde sus diecisiete años de edad ha sido ininterrumpidamente locutor, de lo cual está siempre muy orgulloso. Ha sido columnista de Caracol Radio, fundador y director del programa "La Balanza", de Colmundo Radio y de "Debates constitucionales", en La Voz del Derecho; es comentarista de Melodía Stéreo,así como del programa "Panorama" de Ecos de la Montaña y de Múnera Radio de Medellín, y escribe en varios periódicos y revistas del país y del exterior. Desde 2008 es miembro fundador de la revista Razón Pública. Es autor de los libros "Poder y Constitución", "Reformas constitucionales inconstitucionales","La llama de la Independencia. Bicentenario y Constitucionalismo" "El concepto de inconstitucionalidad en el Derecho contemporáneo", "La Constitución de 1991 comentada" y " Es uno de los fundadores, con Hernando Gómez Buendía, de la página web de opinión www.razonpublica.com, en la cual escribe de manera permanente. Dirige la página virtual www.lavozdelderecho.com
En diciembre de 2008 fue designado miembro de la Academia Colombiana de Historia Eclesiástica, de la cual es Presidente quien fuera su Rector, Monseñor Guillermo Agudelo Giraldo. En 2014 fue elegido Miembro de la Academia Colombiana de Jurisprudencia.En junio de 2011 fue elegido Investigador Emérito de la Procuraduría General de la Nación. Ha sido condecorado en varias oportunidades por instituciones como la Cámara de Representantes, la   Policía Nacional de Colombia, el Instituto Nacional Penitenciario y Carcelario, INPEC, la Pontificia Universidad Javeriana, la Universidad Santiago de Cali, la Universidad del Sinú, el Colegio Nacional de Abogados CONALBOS y otras instituciones.